# Tshilenge (territoire)
Pour les articles homonymes, voir Tshilenge (homonymie).
Le territoire de Tshilenge est une entité déconcentrée de la province du Kasaï oriental en république démocratique du Congo.

## Géographie
Le territoire de Tshilenge est limité :
- Au Nord par la rivière Lubilanji qui le sépare du territoire de Katanda;
- Au Sud par la rivière Kalelu qui le sépare du territoire de Luilu (Province de Lomami);
- A l'Est par la même rivière qui le sépare du territoire de Ngadajika;
- A l'Ouest par la rivière Mbujimayi qui le sépare de ma ville de Mbujimayi et formant aussi les limites avec les territoires de Miabi, Kamiji et LupatapataHistoire

## Communes
Le territoire compte deux communes rurales de moins de 80 000 électeurs.
- Lukalaba, (7 conseillers municipaux)
- Tshilenge, (7 conseillers municipaux)

## Chefferie
Il compte une chefferie : 
- Chefferie de Bakwa-Kalonji, constituée de 29 groupements.